# Holoplatys jardinensis
Holoplatys jardinensis là một loài nhện trong họ Salticidae. Loài này được phát hiện ở Queensland và Nieuw-Guinea.